# شاسيرون
شاسيرون (بالإنجليزية: Chasseron)‏ هو أحد جبال سلسلة جورا ويقع في كانتون فود في سويسرا. يحتل المرتبة رقم 411 في قائمة جبال سويسرا من حيث الارتفاع، إذ يبلغ ارتفاعه حوالي 1607 متر، بينما يبلغ ارتفاع نتوء الجبل 590 متر.